# Hollywood Teen TV Awards
Hollywood Teen TV Awards é uma premiação de música, e televisão americana, que ocorre anualmente, no mês de agosto. Estabelecido em 2010 pelo canal de televisão a cabo Hollywood Teen, em comemoração aos dois anos de sucesso do canal. Inicialmente ele deveria ter sido criado em 2009, mas foi adiado para o ano seguinte, para que se torna-se uma premiação da década de 2010. O HTTV Awards tem como objetivo celebrar os artistas e séries, mais populares entre os adolescentes dos Estados Unidos a cada ano. E aumentar a popularidade do canal, que é concorrente da Nickelodeon, e Disney Channel.

## Edições

### 2010
A primeira edição teve seus indicados revelados em 19 de junho de 2010 no site do canal, onde os fans poderiam votar livremente em seus esclolhidos. Também foram exibidos comerciais do eveno no canal. O evento foi exibido ao vivo em 10 de agosto do mesmo ano. Onde o cantor Justin Bieber foi o vencedor da noite levando quatro prêmios. As atrizes e cantoras Selena Gomez e Demi Lovato também ganharam dois prêmios cada, Selena como cantora, e Demi como atriz. Os ouros sete prêmios foram entregues, cada um, a um ganhador diferente. Entre eles Kim Kardashian, Ellen DeGeneres, Greyson Chance e Sterling Knight.

## Categorias

### Televisão
1. Melhor Ator
2. Melhor Atriz
3. Melhor Seriado
4. Melhor Participante Masculino de Reality Show
5. Melhor Participante Feminina de Reality Show
6. Melhor Reality Show
7. Melhor Comediante

### Música
1. Melhor Cantor
2. Melhor Cantora
3. Cantor Mais Sexy
4. Cantora Mais Sexy
5. Música do Ano
6. Artista Revelação do YouTube

### Internet
1. Melhor Site
2. Melhor Fan-Clube